# Mene rhombea
Mene rhombea è un pesce fossile vissuto nell'Eocene inferiore, appartenente alla famiglia Menidae e all'ordine Perciformes. È molto comune nel giacimento fossilifero di Bolca sui monti Lessini in provincia di Verona.

## Descrizione

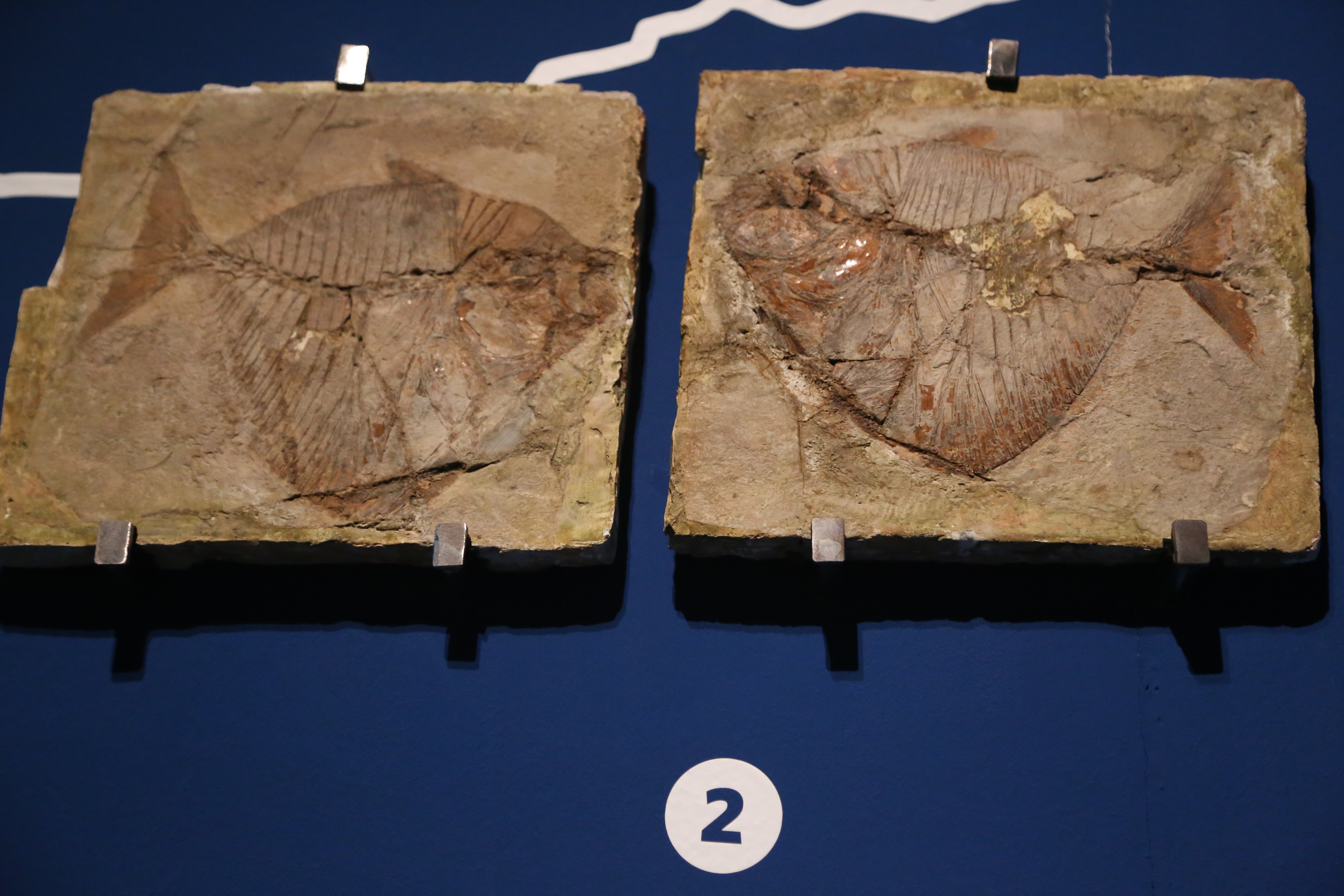
Mene rhombea esemplare dei monti Lessini in impronta e controimpronta

Il corpo era molto alto ed appiattito lateralmente, a profilo rettilineo nella parte dorsale ed arrotondato nella parte ventrale, la bocca piccola e rivolta verso l'alto, l'occhio grande. Le pinne ventrali erano assai allungate ed a forma di frusta, le pinne pettorali ampie, la pinna caudale ben sviluppata, pinna dorsale e pinna anale lunghe e basse.

## Modo di vita
Si può cercare di ricostruire il modo di vita di questa specie basandosi su quello dell'unica specie vivente del genere, Mene maculata, dei mari australiani ed indonesiani. Quest'ultima si nutre di invertebrati bentonici e vive in banchi presso la parte più profonda della piattaforma continentale ma, dato che i fossili di Bolca sono stati deposti in sedimenti costieri, si ha ragione di credere che M. rhombea vivesse in acque più basse.

## Interesse biogeografico
Il fatto che l'unico membro attuale della famiglia popoli i mari della regione australiana ed indonesiana mostra come nell'Eocene il mar Mediterraneo avesse popolamenti di carattere tropicale ed affini a quelli indopacifici attuali.